# 金英植 (1959年)
金英植（：／ Kim Young-sik，1959年7月18日—），大韓民國保守派政治人物，第21屆國會議員。